# Glyphodes sibillalis
Glyphodes sibillalis, a mariposa amoreira, é uma mariposa da família Crambidae. Pode ser encontrada no sul dos Estados Unidos (incluindo a Geórgia), na América Central e do Sul e nas Índias Ocidentais.  As larvas se alimentam de espécies Morus (amoreira).

## Gallery

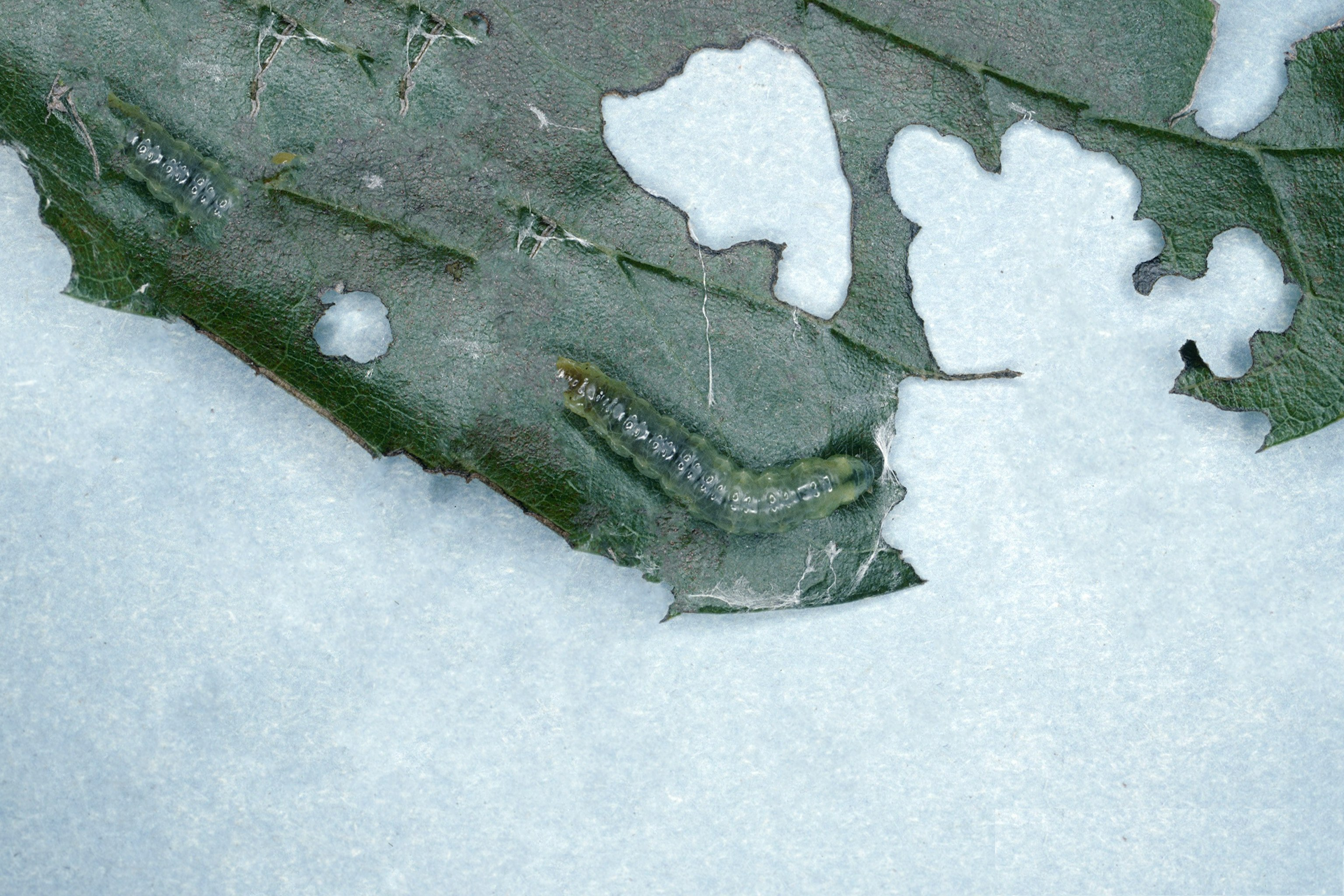
Larva
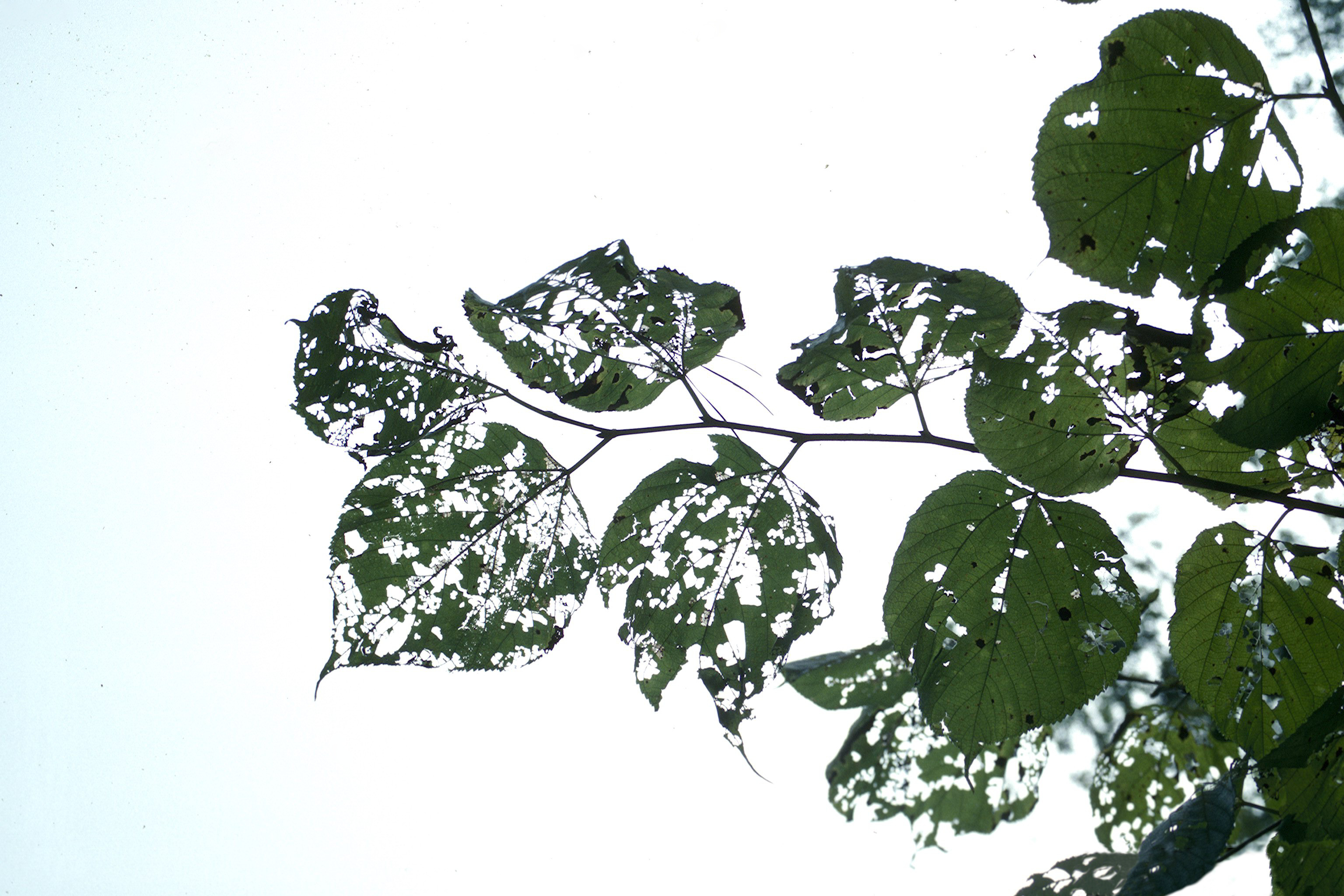
Estrago
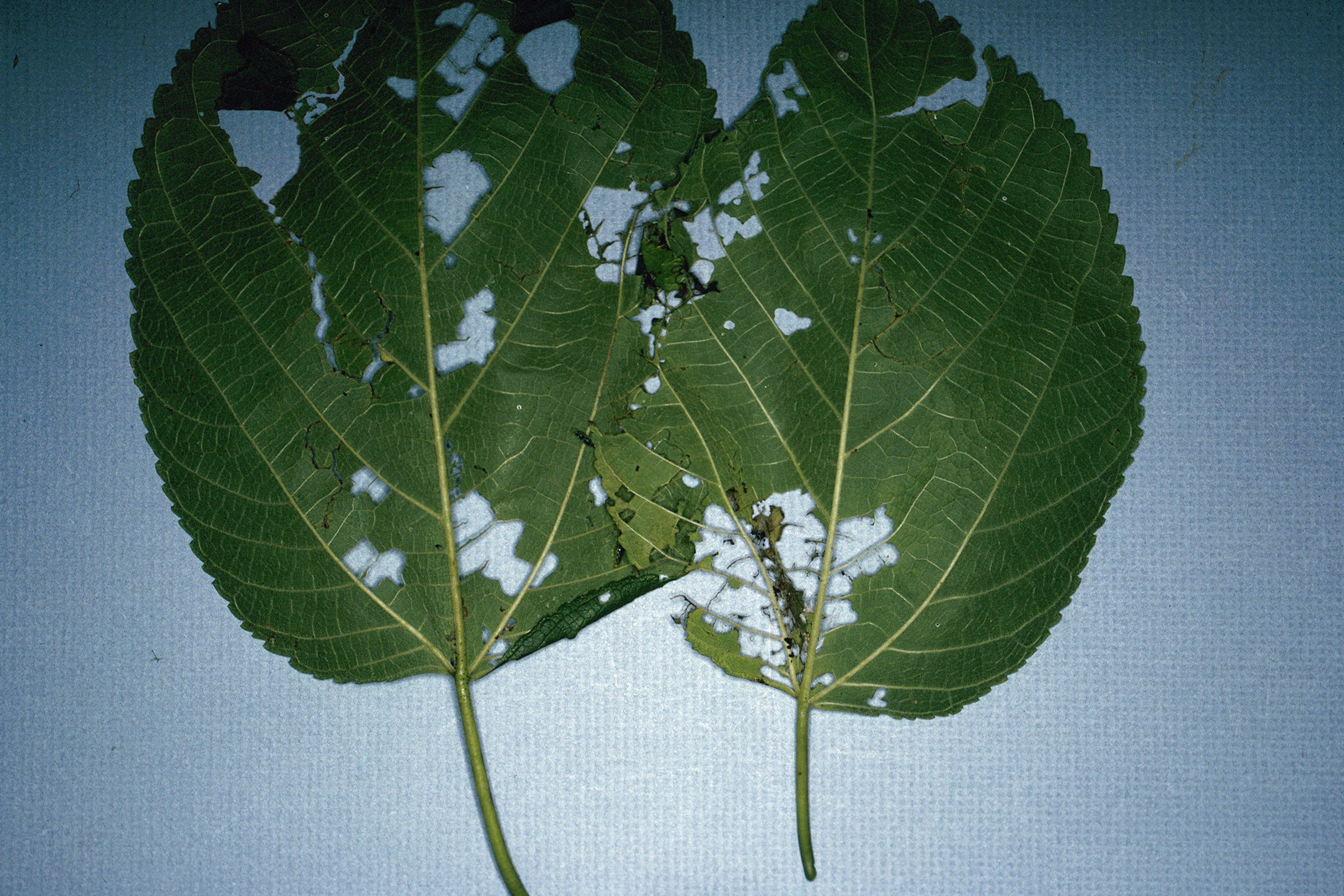
Estrago
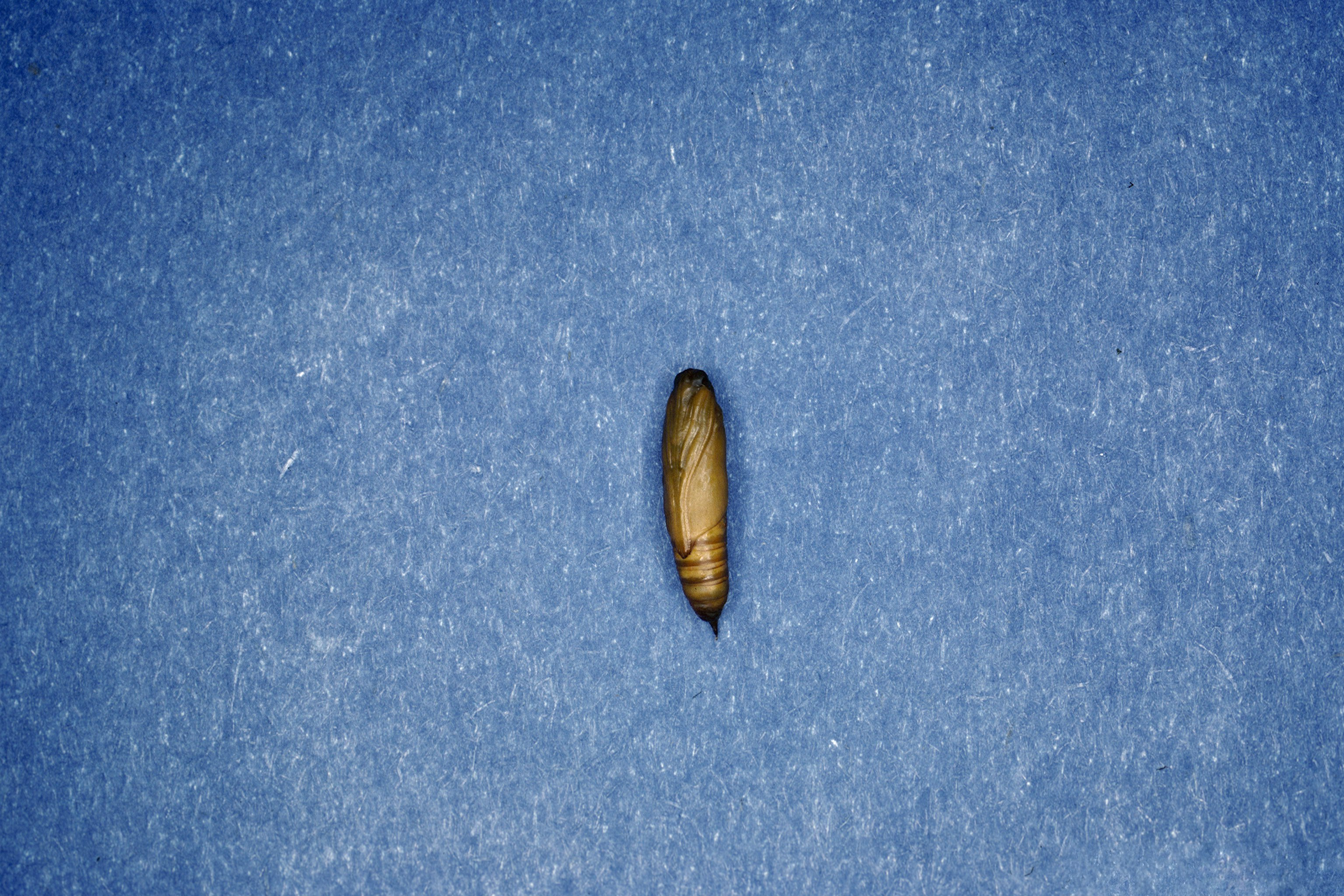
Pupa
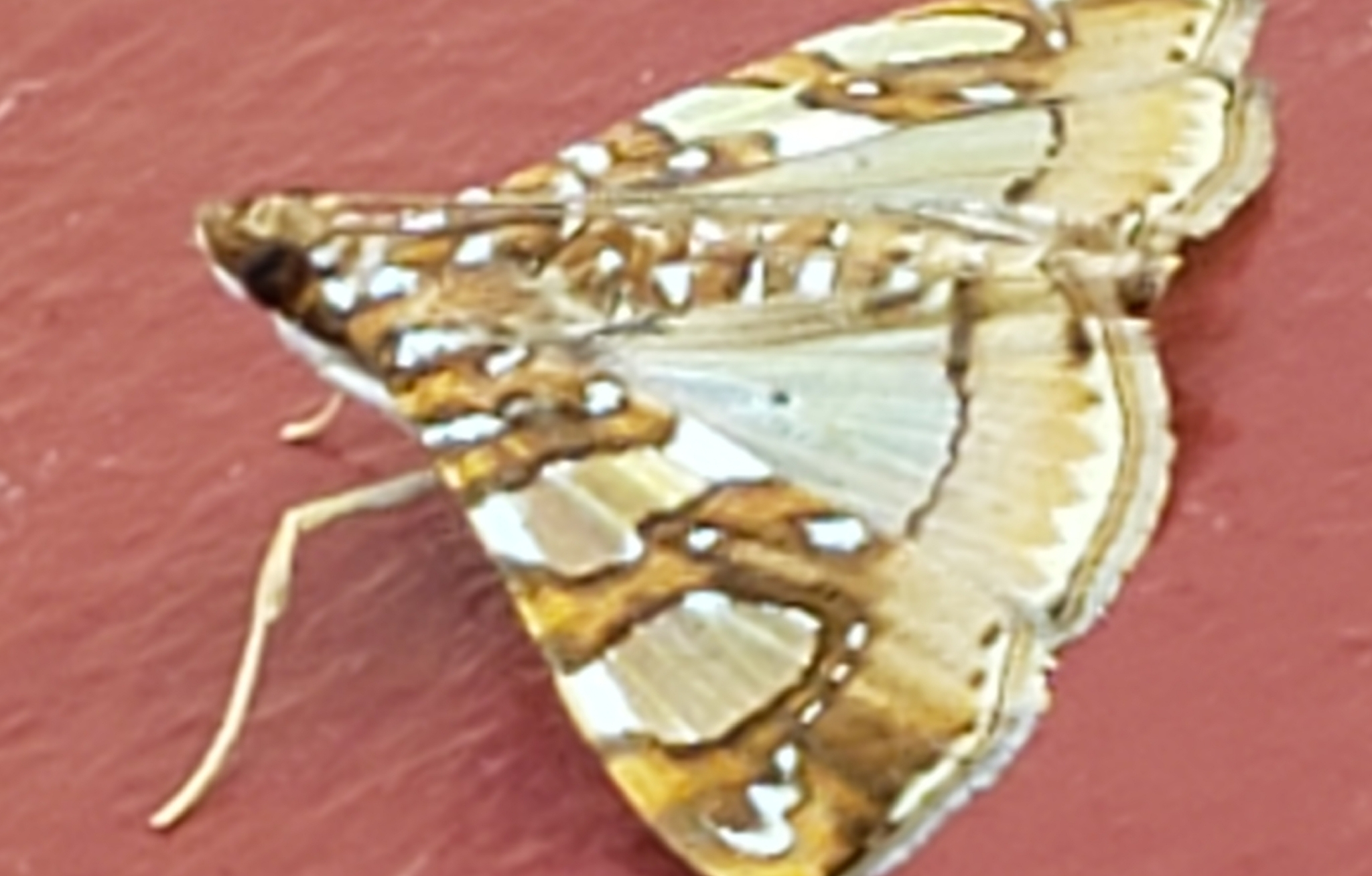
Adulta